# Michael Feinig
Michael Feinig (* 22. September 1883 in Suetschach; † 14. Februar 1932) war ein  österreichischer Politiker (Landbund), Landwirt und Sägewerksbesitzer. Er war von 1925 bis 1932 Abgeordneter zum Kärntner Landtag.
Feinig besuchte die Ackerbauschule und die Forstschule in Klagenfurt und übernahm in der Folge einen landwirtschaftlichen Betrieb in St. Agnes bei Völkermarkt. Im Jahr 1916 erweiterte er seinen Betrieb zudem um ein Sägewerk und einen Holzhandel. Feinig war im Landbund aktiv und fungierte als dessen Obmann der Bezirksorganisation Völkermarkt. Zudem wirkte er als Bürgermeister der Gemeinde Sankt Peter am Wallersberg. Er rückte im Mai 1925 für den zurückgetretenen Abgeordneten Thomas Puschl als Abgeordneter in den Kärntner Landtag nach und wirkte dort im Beschwerdeausschuss, später auch im Verfassungs- und Immunitätsausschuss sowie im Schulausschuss. Er starb am 14. Februar 1932 in Ausübung seines Amtes als Landtagsabgeordneter und wurde in der Folge auf dem Ortsfriedhof St. Agnes bestattet. Feinig hinterließ eine Frau und war Vater zumindest eines Kindes. Bei seiner Beerdigung waren laut einem Zeitungsbericht über tausend Menschen anwesend, darunter Landeshauptmann Ferdinand Kernmaier und Nationalratspräsident Stephan Tauschitz. In der Grabrede wurde Feinig für seine Verdienste um die Landwirtschaft sowie seinen Einsatz für das Genossenschaftswesens und den Einsatz in der Berufsvertretung gewürdigt.